# AdS/CMT对偶
在理论物理学中，AdS/CMT对偶（英語：AdS/CMT correspondence），全称反德西特/凝聚体理论对偶（英語：Anti-de Sitter/condensed matter theory correspondence）是指通过利用AdS/CFT对偶将弦理论应用到凝聚体理论中。
几十年来，实验凝聚体物理学家发现了许多物质的奇异状态，包括超导态、超流态和玻色–爱因斯坦凝聚态等。这些状态可以用量子场论来解释，但是一些现象使用标准的场论方法难以得到很好的解释。一些理论凝聚体物理学家希望AdS/CFT对偶可以用来描述这些系统，并更多地了解它们的性质。

## 进展
目前在解释超流体向绝缘体转变的问题上，弦论方法已经取得了一定的成功。超流体是一种由电中性原子组成的系统，流动时没有任何阻力。实验室中通常用液氦来产生这样的物质，但是最近实验物理学家发展了产生人工超流体的新方法：将数以万亿计的冷原子倒入交叉激光形成的格子中。这些原子最初表现出超流体的性质，但在激光强度增大的条件下最终转变为绝缘体。转变过程中，原子的性质十分不寻常，最近物理学家认为这可以表示一种对偶（英語：dual，不是correspondence）：流体可以用类似于黑洞的场论来描述。

## 质疑
尽管许多物理学家开始使用弦论的方法来研究凝聚体物理学，一些这个领域的理论家对AdS/CFT对偶是否能为建立现实世界中系统的模型提供有效工具。在给《今日物理》（Physics Today）的一封信中，诺贝尔物理学奖获得者菲利普·安德森写道：
|  | 凝聚体理论中的AdS/CFT方法是一个非常宽泛的话题，我们可以关注最初的引导者“CFT”——共形场论。凝聚体问题总体上既不是相对论性的也不是共形的。在临近量子临界点时，时间和空间可能发生缩放，但是尽管这样我们还是有更好的坐标系，通常是晶格。有一些证据表明奇异金属左侧的其他线性T相与他们的推测可能相符，但是这种情况下凝聚体问题又是由实验事实超定的。 |